# 戸田忠翰
戸田 忠翰（とだ ただなか）は、江戸時代中期から後期にかけての大名。下野国宇都宮藩主。宇都宮藩戸田家8代。官位は従五位下・能登守、越前守。

## 生涯
宝暦11年（1761年）8月29日、先代藩主（当時は肥前島原藩主）・戸田忠寛の長男として江戸で生まれる。安永7年（1778年）12月16日に従五位下・能登守に叙位・任官する。寛政10年（1798年）6月21日の父の隠居により家督を継いだ。
文化元年（1804年）8月7日に越前守に遷任する。しかし病弱であり、藩政に関しては忠寛時代の相次ぐ移封などで財政難であった。文化6年（1809年）には持病の肩から手にかけての痛みがあったという。このため忠翰は治世での業績には乏しいが、反面西洋の器物を好み、南蘋風の絵を良くした。森蘭斎に師事して、師の画譜『蘭斎画譜後編』（享和元年（1801年）刊）に序文を寄せ、「桃寿帯鳥図」などの絵を残している。
文化6年（1809年）3月からは忠翰が病に倒れて藩政を執ることが困難になったため、文化8年（1811年）4月21日に家督を次男の忠延に譲って隠居した。隠居後は深川の江戸屋敷で静かに余生を過ごした。
文政6年（1823年）2月に先立った忠延の後を追うように、同年9月28日に死去した。享年63。

## 系譜
父母
- 戸田忠寛（父）
- 連子 - 本多正珍の娘（母）

正室
- 結子 - 松平忠順の娘

側室
- 菊
- 歌
- 袖
- 久米
- 皆
- 染

子女
- 戸田忠延（次男） 生母は結子
- 岡部忠直（三男）
- 戸田忠温（五男）
- 亀都 - 松平親明正室
- 光 - 本多正意正室
- 栄寿院 - 分部光邦正室
- 朝（四女） - 織田信美正室
- 鑑 - 牧野以成継々室
- 恭 - 戸田忠偲正室

養子
- 戸田忠孝 - 田中忠舜の長男

## 絵画作品
| 作品名                     | 技法         | 形状・員数 | 寸法（縦x横cm） | 所有者               | 年代                   | 落款・落款                                                                                                 | 備考                                                                     |
| -------------------------- | ------------ | ---------- | --------------- | -------------------- | ---------------------- | --- | ------------------------------------------------------------------------ |
| 蓮ニ翡翠図                 | 絹本著色     | 1幅        | 82.5x33.7       | 個人蔵               | 1784年（天明4年）      | | 増山正賢賛。「墨竹図」（上野記念館蔵）とともに現在知られる最も早い作例。 |
| 白鷺鷲追兎図               | 絹本著色     | 1幅        | 111.5x50.2      | 神戸市立博物館       | 1785年（天明5年）      | 落款「天明乙巳初秋得写／撃鷲襲潜兎図蘭徳斎」/印章「月印池」朱文方印・「藤氏忠翰」白文方印・「絲□」朱文瓢印 | 初期の作                                                                 |
| 叭々鳥図                   | 絹本著色     | 2幅        | 各90.5x30.0     | 栃木県立博物館       | 1787年（天明7年）      | 落款「天明七丁未 蘭徳斎写」/朱文方印1・白文方印1（ともに印文不明）                                         |                                                                          |
| 松に白鷹図                 |              | 1幅        |                 | 長崎県立美術博物館   | 1790年（寛政2年）      | 落款「寛政庚戌季秋藤原忠翰写」/「含英堂」白文方印・「隹周」朱文方印・「華前酒意」朱文長方印                |                                                                          |
| 雪竹兎図                   | 紙本墨画     | 1幅        | 120.2x46.4      | 板橋区立美術館       | 1796年（寛政8年）      | 落款「寛政丙辰写 藤含英」/「藤原」朱文方印・「忠翰埜印」白文方印・「足吝」朱文長方印                       |                                                                          |
| 鷹に小禽図                 | 絹本著色     | 1幅        | 106.1x41.0      | 神戸市立博物館       | 1796年（寛政8年）      | 落款「寛政丙辰孟冬藤含英写」/「藤原」白文方印・「忠翰埜印」白文方印                                        |                                                                          |
| 風牡丹図                   | 献本墨画金彩 | 1幅        | 103.4x33.7      | 個人蔵               | 1798年（寛政10年）     | 落款「寛政戊午仲冬藤含英写」/「忠翰」白文方印・「惟周」白文方印・「華備春林月満秋」朱文長方印              |                                                                          |
| 瓶花図                     | 絹本著色     | 1幅        | 112.2x37.4      | 栃木県立博物館       | 1801年（寛政13年）     | 落款「寛政辛酉孟春得写南蘋沈氏筆法藤含英」/「藤原」白文方印・「忠翰埜印」白文方印・「魚龍潜躍□文」朱文方印 |                                                                          |
| 桃綬帯鳥図                 | 絹本著色     | 1幅        | 100.0x42.6      | 栃木県立博物館       |                        | 「藤原」白文方印・「忠翰埜印」白文方印・「含春澤裂秋風」朱文長方印                                         |                                                                          |
| 花鳥図                     |              | 2幅        |                 | 個人蔵               |                        | 「藤原」白文方印・「忠翰埜印」白文方印                                                                     |                                                                          |
| 岩浪仙禽図（岩上鶴図）     | 絹本著色     | 1幅        | 111.9x43.2      | 個人蔵               | 1801年（享和元年）以前 | 「藤原」白文方印・「忠翰埜印」白文方印                                                                     | 丹頂鶴を忠翰、竹石と波を蘭斎が描いた珍しい師弟合作。                     |
| 芭蕉に小禽図               | 絹本著色     | 1幅        | 120.2x44.7      | 上野記念館           | 1803年（享和3年）      | 落款「享和癸亥冬十又一月写／玉霞楼書屋藤含英」                                                             |                                                                          |
| 雨中鶏図                   |              |            |                 | 大英博物館           |                        | |                                                                          |
| 柘榴に文鳥図・柘榴に碧鳥図 | 絹本著色     | 2幅        | 各94.8x31.3     | 世田谷区立郷土資料館 | 1805年（文化2年）箱書  | 箱書「文化二年四月下旬／戸田越前守忠翰筆」                                                                 |                                                                          |
| 白鸚鵡図                   | 絹本著色     | 1幅        | 95.6x37.5       | 個人蔵               | 1805年（文化2年）      | 落款「乙丑春写 藤含英」/「鶴洲」白文方印・「忠翰埜印」白文方印・「含春澤裂秋風」朱文長方印                 | 有年紀作品では本作より降る忠翰の作品は確認されていない。                 |